# Jeremy Stephens
Jeremy Stephens (Des Moines, 26 de maio de 1986) é um lutador norte-americano de artes marciais mistas, atualmente compete no peso-pena do Ultimate Fighting Championship.

## Carreira no MMA
Quando tinha 16 anos de idade, Jeremy Stephens começou a competir nas artes marciais mistas como amador. Ele começou a treinar em tempo integral quando tinha 18. Stephens manteve o cinturão do UGC e da MMC na categoria 155 pounds.

### Ultimate Fighting Championship
Stephens foi derrotado por finalização no segundo round em sua estréia no UFC contra o veterano Din Thomas no UFC 71 em 26 de Maio de 2007.
Sua primeira vitória no octógono foi contra Diego Saraiva no UFC 76 por decisão unânime.
Jeremy conseguiu sua segunda vitória no octógono após bater o participante do TUF 5 Cole Miller por nocaute técnico no segundo round no UFC Fight Night 12.
No The Ultimate Fighter 7 Finale, Jeremy enfrentou o ex-treinado e amigo Spencer Fisher. Stephens perdeu por decisão unânime.
Após a derrota ele se recuperou com uma empática vitória por nocaute sobre o faixa preta de BJJ Rafael dos Anjos no UFC 91. Ele foi dominado nos dois primeiros rounds mas no terceiro conseguiu um ótimo uppercut em dos Anjos que o deixou inconsciente.
Stephens em seguida fez uma substituição tardia de Hermes França contra Joe Lauzon em 7 de Fevereiro de 2009 no UFC Fight Night 7. Lauzon derrotou Stephens com uma chave de braço no fim do segundo round.
Em seguida, em 1 de Abril de 2009 no UFC Fight Night: Condit vs. Kampmann, Stephens foi controlado por Gleison Tibau e perdeu por decisão unânime, em sua segunda derrota seguida.
Stephens era esperado para retornar ao octógono em 16 de Setembro de 2009 no UFC Fight Night: Diaz vs. Guillard contra o estreante no UFC Ronnys Torres. Porém, Torres sofreu uma lesão durante os treinos e foi substituído por Justin Buchholz. Stephens derrotou Buchholz após lançar golpes severos, abrindo um corte profundo na teste de Buchholz, forçando o médico à interromper a luta no meio do primeiro round.
Stephens era esperado para enfrentar Nik Lentz em 11 de Janeiro de 2010 no UFC Fight Night 20. Porém, Stephens sofreu um corte e foi forçado se retirar da luta.
Stephens derrotou Sam Stout por decisão dividida em 8 de Maio de 2010 no UFC 113.
Stephens perdeu para Melvin Guillard em 25 de Setembro de 2010 no UFC 119 por decisão dividida.
Stephens enfrentou Marcus Davis em 1 de Janeiro de 2011 no UFC 125. Após de aparentemente perder os primeiros dois rounds, Stephens voltou mais agressivo para o terceiro round e acertou Davis com soco de de contragolpe resultando em uma vitória por nocaute.
Stephens era esperado para enfrentar Jonathan Brookins em 4 de Junho de 2011 no The Ultimate Fighter 13 Finale. Porém, Brookins foi forçado a sair da luta com uma lesão e foi substituído por Danny Downes. Stephens derrotou Downes por decisão unânime após dominar todos os três rounds.
Stephens enfrentou Anthony Pettis em 8 de Outubro de 2011 no UFC 136. Pettis derrotou Stephens por decisão unânime (29-28, 28-29, 29-28).
Stephens substituiu o lesionado Yves Edwards contra Donald Cerrone em 15 de Maio de 2012 no UFC on Fuel TV: Korean Zombie vs. Poirier, ele perdeu por decisão unânime.
Stephens era esperado para enfrentar Yves Edwards em 5 de Outubro de 2012 no UFC on FX: Browne vs. Pezão. Porém, a luta foi cancelada porque Stephens foi preso no dia da luta por uma acusação de assalto em 2011. A luta então aconteceu em 8 de Dezembro de 2012 no UFC on Fox: Henderson vs. Diaz. Edwards venceu por nocaute no primeiro round, tornando-se o primeiro lutador a parar Stephens com golpes.
Stephens fez sua estreia no penas contra o estreante na promoção Estevan Payan em 25 de Maio de 2013 no UFC 160. Ele venceu a luta sangrenta por decisão unânime.
Stephens era esperado para enfrentar Rony Jason em 9 de Outubro de 2013 no UFC Fight Night: Maia vs. Shields. Porém, uma lesão tirou Jason da luta, após isso, Stephens também se lesionou e também foi retirado do card.
A luta foi remarcada para 9 de Novembro de 2013 no UFC Fight Night: Belfort vs. Henderson II. Stephens conseguiu um belo nocaute com um chute na cabeça no primeiro round.
Stephens enfrentou Darren Elkins em 25 de Janeiro de 2014 no UFC on Fox: Henderson vs. Thomson e venceu por decisão unânime.
Stephens foi derrotado Cub Swanson em 28 de junho de 2014 no evento principal do UFC Fight Night: Swanson vs. Stephens por decisão unânime após cinco rounds. Ele era esperado para enfrentar o brasileiro Lucas Martins em 25 de Outubro de 2014 no UFC 179, no Rio de Janeiro, no entanto, ele recusou a luta e foi substituído por Darren Elkins.
Stephens enfrentou o brasileiro Charles Oliveira em 12 de dezembro de 2014 no The Ultimate Fighter: A Champion Will Be Crowned Finale. Ele foi derrotado por decisão unânime.
Stephens enfrentou Dennis Bermudez em 11 de julho de 2015, no UFC 189. Ele venceu a luta por nocaute técnico no terceiro round.
Em seguida, Stephens enfrentou Max Holloway em 12 de dezembro de 2015, no UFC 194. Ele perdeu por decisão unânime.
No UFC Fight Night 88, ocorrido em 29 de maio de 2016, Stephens enfrentou Renan Barão. Neste, que Jeremy venceu por decisão unânime, os lutadores ganharam o prêmio de Luta da Noite.
Em 12 de novembro de 2016, no UFC 205, Jeremy Stephens enfrentou o ex-campeão do peso-leve Frankie Edgar. Stephens foi derrotado por decisão unânime. 
Posteriormente, no UFC on Fox 24, Jeremy Stephens lutou contra o lutador brasileiro Renato Moicano. Stephens perdeu por decisão dividida.
No UFC 215, voltou a vencer um combate. Ele derrotou Gilbert Melendez por decisão unânime. Os lutadores ganharam o prêmio de Luta da Noite.
Em 14 de janeiro de 2018, Stephens fez a luta principal no UFC Fight Night: Stephens vs. Choi. Jeremy venceu Doo Ho Choi por nocaute técnico no segundo round, ganhando novamente o prêmio de Luta da Noite.
Stephens fez a luta principal novamente no UFC on Fox: Emmett vs. Stephens. Jeremy derrotou o adversário por nocaute no segundo round. Neste combate, ele ganhou o prêmio de Performance da Noite. 
No evento seguinte, UFC on Fox: Alvarez vs. Poirier 2, Stephens enfrentou o ex-campeão do peso-pena José Aldo. Neste combate, Jeremy foi derrotado por nocaute técnico.  

## Vida pessoal
Etnicamente mexicana e americano branco, Jeremy tem duas filhas. Ele é um grande amigo do ex-lutador do UFC Anton Kuivanen.

## Cartel no MMA
| Cartel no MMA   |             |             |
| 47 lutas        | 28 vitórias | 18 derrotas |
| Por nocaute     | 18          | 3           |
| Por finalização | 3           | 3           |
| Por decisão     | 7           | 12          |
| No contest      | 1           | 1           |

| Res.    | Cartel    | Oponente              | Método                                | Evento                                    | Data       | Round | Tempo | Local                   | Notas                                             |
| ------- | --------- | --------------------- | ------------------------------------- | ----------------------------------------- | ---------- | ----- | ----- | ----------------------- | ------------------------------------------------- |
| Derrota | 28-19 (1) | Mateusz Gamrot        | Finalização (kimura)                  | UFC on ESPN: Makhachev vs. Moisés         | 17/07/2021 | 1     | 1:05  | Las Vegas, Nevada       |                                                   |
| Derrota | 28-18 (1) | Calvin Kattar         | Nocaute (cotovelada e socos)          | UFC 249: Ferguson vs. Gaethje             | 09/05/2020 | 2     | 2:49  | Jacksonville, Flórida   |                                                   |
| Derrota | 28-17 (1) | Yair Rodríguez        | Decisão (unânime)                     | UFC on ESPN: Reyes vs. Weidman            | 18/10/2019 | 3     | 5:00  | Boston, Massachusetts   | Luta da Noite.                                    |
| NC      | 28-16 (1) | Yair Rodríguez        | Sem Resultado                         | UFC Fight Night: Rodríguez vs. Stephens   | 21/09/2019 | 1     | 0:16  | Cidade do México        | Rodríguez acertou uma dedada no olho de Stephens. |
| Derrota | 28-16     | Zabit Magomedsharipov | Decisão (unânime)                     | UFC 235: Jones vs. Smith                  | 02/03/2019 | 3     | 5:00  | Las Vegas, Nevada       |                                                   |
| Derrota | 28-15     | José Aldo             | Nocaute Técnico (socos)               | UFC on Fox: Alvarez vs. Poirier II        | 28/07/2018 | 1     | 4:19  | Calgary, Alberta        |                                                   |
| Vitória | 28-14     | Josh Emmett           | Nocaute (socos e cotoveladas)         | UFC on Fox: Emmett vs. Stephens           | 24/02/2018 | 2     | 1:35  | Orlando, Florida        | Performance da Noite.                             |
| Vitória | 27-14     | Dooho Choi            | Nocaute Técnico (socos e cotoveladas) | UFC Fight Night: Stephens vs. Choi        | 14/01/2018 | 2     | 2:36  | St.Louis, Missouri      | Luta da Noite                                     |
| Vitória | 26-14     | Gilbert Melendez      | Decisão (unânime)                     | UFC 215: Nunes vs. Shevchenko II          | 09/09/2017 | 3     | 5:00  | Edmonton, Alberta       | Luta da Noite.                                    |
| Derrota | 25-14     | Renato Moicano        | Decisão (dividida)                    | UFC on Fox: Johnson vs. Reis              | 15/04/2017 | 3     | 5:00  | Kansas City, Missouri   |                                                   |
| Derrota | 25-13     | Frankie Edgar         | Decisão (unânime)                     | UFC: 205: Alvarez vs. McGregor            | 12/11/2016 | 3     | 5:00  | New York, New York      |                                                   |
| Vitória | 25-12     | Renan Barão           | Decisão (unanime)                     | UFC Fight Night: Almeida vs. Garbrandt    | 29/05/2016 | 3     | 5:00  | Las Vegas, Nevada       | Luta da Noite                                     |
| Derrota | 24-12     | Max Holloway          | Decisão (unânime)                     | UFC 194: Aldo vs. McGregor                | 12/12/2015 | 3     | 5:00  | Las Vegas, Nevada       |                                                   |
| Vitória | 24-11     | Dennis Bermudez       | Nocaute Técnico (joelhada e socos)    | UFC 189: Mendes vs. McGregor              | 11/07/2015 | 3     | 0:32  | Las Vegas, Nevada       |                                                   |
| Derrota | 23-11     | Charles Oliveira      | Decisão (unânime)                     | The Ultimate Fighter 20 Finale            | 12/12/2014 | 3     | 5:00  | Las Vegas, Nevada       |                                                   |
| Derrota | 23-10     | Cub Swanson           | Decisão (unânime)                     | UFC Fight Night: Swanson vs. Stephens     | 28/06/2014 | 5     | 5:00  | San Antonio, Texas      | Luta da Noite.                                    |
| Vitória | 23-9      | Darren Elkins         | Decisão (unânime)                     | UFC on Fox: Henderson vs. Thomson         | 25/01/2014 | 3     | 5:00  | Chicago, Illinois       |                                                   |
| Vitória | 22-9      | Rony Jason            | Nocaute (chute na cabeça)             | UFC Fight Night: Belfort vs. Henderson II | 09/11/2013 | 1     | 0:40  | Goiânia                 |                                                   |
| Vitória | 21-9      | Estevan Payan         | Decisão (unânime)                     | UFC 160: Velasquez vs. Silva II           | 25/05/2013 | 3     | 5:00  | Las Vegas, Nevada       | Estréia nos Penas                                 |
| Derrota | 20-9      | Yves Edwards          | Nocaute (socos e cotoveladas)         | UFC on Fox: Henderson vs. Diaz            | 08/12/2012 | 1     | 1:55  | Seattle, Washington     |                                                   |
| Derrota | 20-8      | Donald Cerrone        | Decisão (unânime)                     | UFC on Fuel TV: Korean Zombie vs. Poirier | 15/05/2012 | 3     | 5:00  | Fairfax, Virginia       |                                                   |
| Derrota | 20-7      | Anthony Pettis        | Decisão (dividida)                    | UFC 136: Edgar vs. Maynard III            | 08/10/2011 | 3     | 5:00  | Houston, Texas          |                                                   |
| Vitória | 20-6      | Danny Downes          | Decisão (unânime)                     | The Ultimate Fighter 13 Finale            | 04/06/2011 | 3     | 5:00  | Las Vegas, Nevada       |                                                   |
| Vitória | 19-6      | Marcus Davis          | Nocaute (soco)                        | UFC 125: Resolution                       | 01/01/2011 | 3     | 2:33  | Las Vegas, Nevada       | Nocaute da Noite                                  |
| Derrota | 18-6      | Melvin Guillard       | Decisão (dividida)                    | UFC 119: Mir vs. Cro Cop                  | 25/09/2010 | 3     | 5:00  | Indianapolis, Indiana   |                                                   |
| Vitória | 18-5      | Sam Stout             | Decisão (dividida)                    | UFC 113: Machida vs. Shogun II            | 08/05/2010 | 3     | 5:00  | Montreal, Quebec        | Luta da Noite                                     |
| Vitória | 17-5      | Justin Buchholz       | Nocaute Técnico (corte)               | UFC Fight Night: Diaz vs. Guillard        | 16/09/2009 | 1     | 3:32  | Oklahoma City, Oklahoma | Nocaute da Noite                                  |
| Derrota | 16-5      | Gleison Tibau         | Decisão (unânime)                     | UFC Fight Night: Condit vs. Kampmann      | 01/04/2009 | 3     | 5:00  | Nashville, Tennessee    |                                                   |
| Derrota | 16-4      | Joe Lauzon            | Finalização (chave de braço)          | UFC Fight Night: Lauzon vs. Stephens      | 07/02/2009 | 2     | 4:43  | Tampa, Florida          |                                                   |
| Vitória | 16-3      | Rafael dos Anjos      | Nocaute (socos)                       | UFC 91: Couture vs. Lesnar                | 15/11/2008 | 3     | 0:39  | Las Vegas, Nevada       | Nocaute da Noite                                  |
| Derrota | 15-3      | Spencer Fisher        | Decisão (unânime)                     | The Ultimate Fighter 7 Finale             | 21/06/2008 | 3     | 5:00  | Las Vegas, Nevada       |                                                   |
| Vitória | 15-2      | Cole Miller           | Nocaute Técnico (socos)               | UFC Fight Night: Swick vs. Burkman        | 23/01/2008 | 2     | 4:44  | Las Vegas, Nevada       |                                                   |
| Vitória | 14-2      | Diego Saraiva         | Decisão (unânime)                     | UFC 76: Knockout                          | 22/09/2007 | 3     | 5:00  | Anaheim, California     |                                                   |
| Vitória | 13-2      | Nick Walker           | Nocaute Técnico (socos)               | MCC 9: Heatwave                           | 27/07/2007 | 1     | 4:45  | Des Moines, Iowa        |                                                   |
| Derrota | 12-2      | Din Thomas            | Finalização (chave de braço)          | UFC 71: Lidell vs. Jackson                | 26/05/2007 | 2     | 2:44  | Las Vegas, Nevada       |                                                   |
| Vitória | 12-1      | Vern Jefferson        | Nocaute Técnico (socos)               | Greensparks: Full Contact Fighting 3      | 17/03/2007 | 1     | 3:58  | Des Moines, Iowa        |                                                   |
| Vitória | 11-1      | Norm Alexander        | Finalização (triângulo)               | TFC: Battle at the Barn                   | 21/02/2007 | 1     | 3:26  | Des Moines, Iowa        |                                                   |
| Vitória | 10-1      | Chris Mickle          | Nocaute Técnico (socos)               | MCC 5: Thanksgiving Throwdown             | 22/11/2006 | 4     | 0:27  | Des Moines, Iowa        |                                                   |
| Vitória | 9-1       | Aaron Williams        | Nocaute Técnico (socos)               | Universal Gladiator Championships 4       | 22/09/2006 | 1     | N/A   | Kenner, Louisiana       |                                                   |
| Vitória | 8-1       | Doug Alcorn           | Finalização (chave de braço)          | Greensparks: Full Contact Fighting 1      | 19/08/2006 | 1     | 1:56  | Clive, Iowa             |                                                   |
| Vitória | 7-1       | Chris Mickle          | Nocaute Técnico (socos)               | MCC 4: The Rematch                        | 15/07/2006 | 2     | 3:36  | Des Moines, Iowa        |                                                   |
| Vitória | 6-1       | Kendrick Johnson      | Nocaute Técnico (socos)               | Midwest Cage Championships 1              | 11/02/2006 | 1     | 1:46  | Des Moines, Iowa        |                                                   |
| Vitória | 5-1       | Will Shutt            | Nocaute Técnico (socos)               | XKK: Trials                               | 27/08/2005 | 1     | 1:19  | Des Moines, Iowa        |                                                   |
| Vitória | 4-1       | Sharome Blanchard     | Nocaute Técnico (socos)               | XKK: Des Moines                           | 19/03/2005 | 1     | 2:36  | Des Moines, Iowa        |                                                   |
| Derrota | 3-1       | Chris Mickle          | Finalização (mata leão)               | Downtown Destruction 3                    | 02/05/2005 | 2     | 1:51  | Des Moines, Iowa        |                                                   |
| Vitória | 3-0       | Chris Caleb           | Nocaute Técnico (socos)               | Downtown Destruction 2                    | 02/02/2005 | 1     | 1:44  | Owatonna, Minnesota     |                                                   |
| Vitória | 2-0       | Gary Percival         | Finalização (socos)                   | Jungle Madness 2                          | 15/01/2005 | 1     | N/A   | Des Moines, Iowa        |                                                   |
| Vitória | 1-0       | Ted Worthington       | Nocaute Técnico (socos)               | Downtown Destruction 1                    | 12/01/2005 | 1     | 0:33  | Des Moines, Iowa        |                                                   |